# Joseph Mlola
Joseph Mlola OSS (* 9. Januar 1966 in Mashati Rombo, Tansania) ist Bischof von Kigoma.

## Leben
Joseph Mlola trat der Ordensgemeinschaft des Opus Spiritus Sancti bei und empfing am 12. Juli 1997 das Sakrament der Priesterweihe.
Am 10. Juli 2014 ernannte ihn Papst Franziskus zum Bischof von Kigoma. Die Bischofsweihe spendete ihm der Erzbischof von Tabora, Paul Ruzoka, am 26. Oktober desselben Jahres. Mitkonsekratoren waren der Apostolische Nuntius in Tansania, Erzbischof Francisco Montecillo Padilla, und sein Amtsvorgänger, Kurienerzbischof Protase Rugambwa.